# Tripapolon

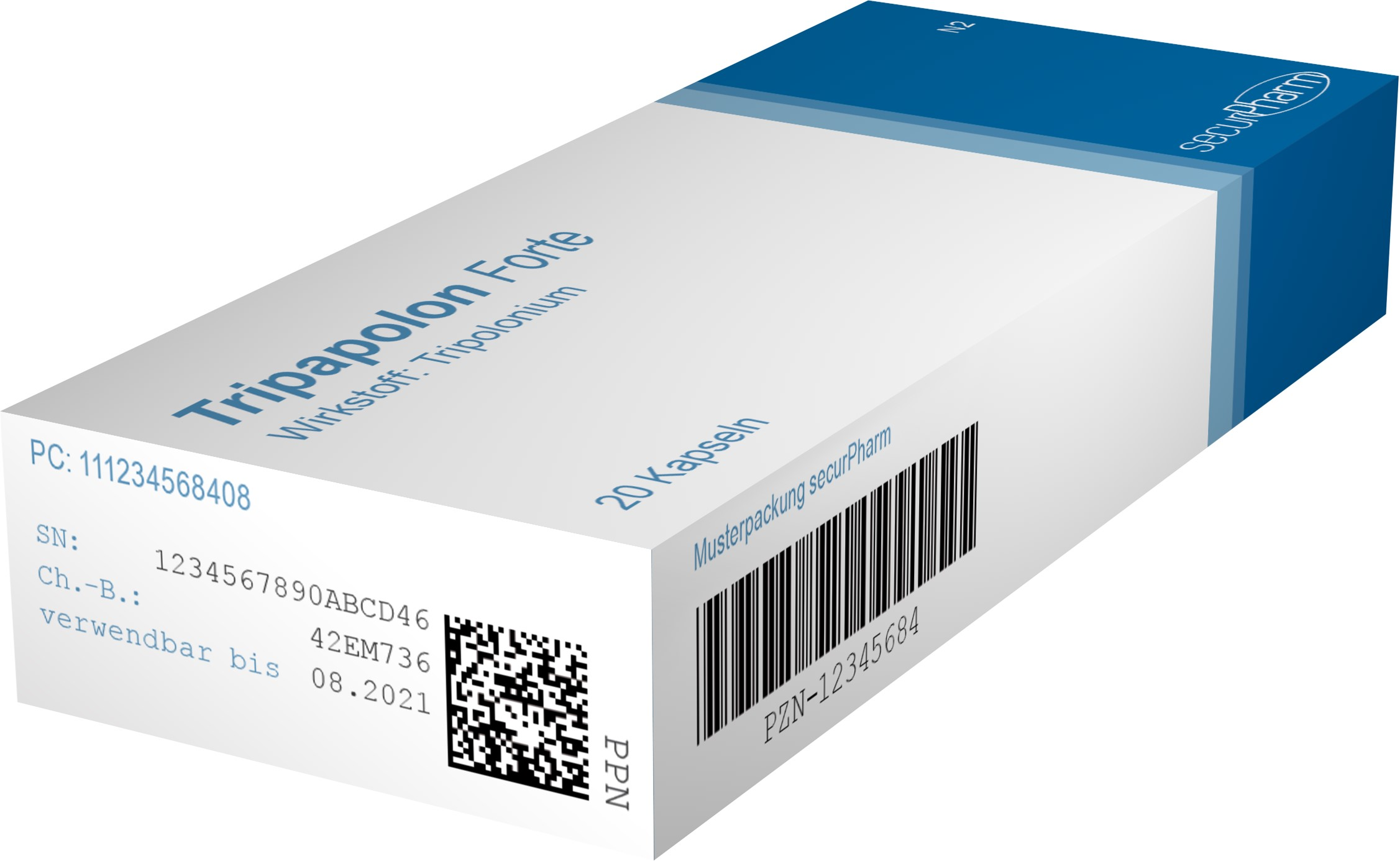
Tripapolon. Musterpackung mit Data Matrix Code mit der Pharmacy Product Number (PPN) auf der Vorderseite. Die Abbildung entspricht den Vorgaben des Heilmittelwerbegesetzes und den securPharm-Codierregeln.

Tripapolon forte ist ein fiktiver Arzneimittelname zum Aufdruck auf eine Arzneimitteltestpackung. Er wurde vom Verein securPharm e.V im Zuge der Umsetzung der so genannten Fälschungsschutzrichtlinie 2011/62/EU der Europäischen Union geschaffen, die bis 9. Februar 2019 umgesetzt werden musste. Die Verpackungsaufmachung entspricht der eines regulären Arzneimittels. Der aufgedruckte Name für den Wirkstoff Tripolonium ist ebenso fiktiv.
Die Verpackungen wurden zum Testen und Vorführen der nach der Fälschungsschutzrichtlinie vorgeschriebenen Prüfsysteme verwendet.

## Verifizierungsprozess
Wenn in der Apotheke der Data-Matrix-Code der Arzneimittelpackung gescannt wird, werden die darin enthaltenen Daten erfasst: Charge, Verfalldatum, Pharmazentral- und Seriennummer. Beim Anfragevorgang, der an den Apothekenserver geleitet wird, werden diese Daten ergänzt um die Daten der Apotheke, damit sichergestellt ist, dass nur echte Apotheken das System nutzen. Der in der Hersteller-Datenbank hinterlegte Status der Packung wird überprüft und an die Apotheke zurückgemeldet. Ist die Packung nicht verifiziert, muss sie als potenziell gefälscht eingestuft werden.